# Alyssum stylare
Alyssum stylare là một loài thực vật có hoa trong họ Cải. Loài này được (Boiss. & Balansa) Boiss. mô tả khoa học đầu tiên năm 1867.